# Distrito de Yüreğir
Yüreğir es un distrito de la provincia de Adana, Turquía. Se trata de uno de los distritos metropolitanos de la ciudad de Adana. Yüreğir se encuentra junto al río Seyhan, al sur del campus de la Universidad de Çukurova, en la falda de los montes Tauro. Cuenta con una población de 453.799 habitantes (2007), la mayor parte de ellos llegados del campo cercano a Adana.

## Historia
Su nombre proviene de los primeros pueblos túrquicos que se establecieron en Çukurova. Los Yüreğir pertenecían a los Oğuz, de los cuales desciende la mayoría de los turcos actuales. Llegaron a la zona huyendo de las invasiones mongolas de su tierra de origen en Asia Central. Posteriormente se establecieron muchos otros pueblos en la ciudad, incluidas otras dinastías turcas, aunque fue el nombre de la primera la que se otorgó a la zona mucho más tarde, a principios del siglo XX.
La zona incluye diferentes elementos de importancia histórica como puentes, túmulos funerarios, mosaicos, mezquitas, baños y un caravanserai de piedra.